# Озёрный лесопарк
Озёрный лесопа́рк — лесопарк, занимающий территорию Озёрного участкового лесничества Ногинского лесничества (до 2009 года — Озёрный лесопарк в составе спецлесхоза «Балашихинский»). Находится в ближайшем Подмосковье к востоку от Москвы и относится к лесопарковому защитному поясу города.
Создан в 1935 году. Общая площадь 1791 гектар. Администрация лесопарка находится в городе Балашиха (улица Качалинская Сторожка, 27).

## Описание
Лесопарк представляет собой единый лесной массив, вытянутый с запада на восток — на 6 км (от восточного берега реки Пехорка вдоль Горьковского шоссе), с юга на север — на 5.5 км. Рельеф территории слабоволнистый, сложен, в основном, песчаными отложениями. Подстилающие пески и юрские глины создают водоупорный слой, способствующий заболачиванию и образованию многочисленных озёр.
Обширные болота лесопарка являются естественными фильтрами, питающими реки и ручьи.	
Леса парка с болотными фитоценозами выполняют важные средозащитные функции, поддерживают экологический баланс территории. Здесь расположены ценные сосновые боры, где растут реликты старше 150 лет.
На территории Озёрного лесопарка выделены памятники природы областного значения:
- Мещёрский озёрно-болотный комплекс;
- озёра Юшино и Бабошкино;
- река Пехорка с прилегающими территориями (400 м от уреза воды).

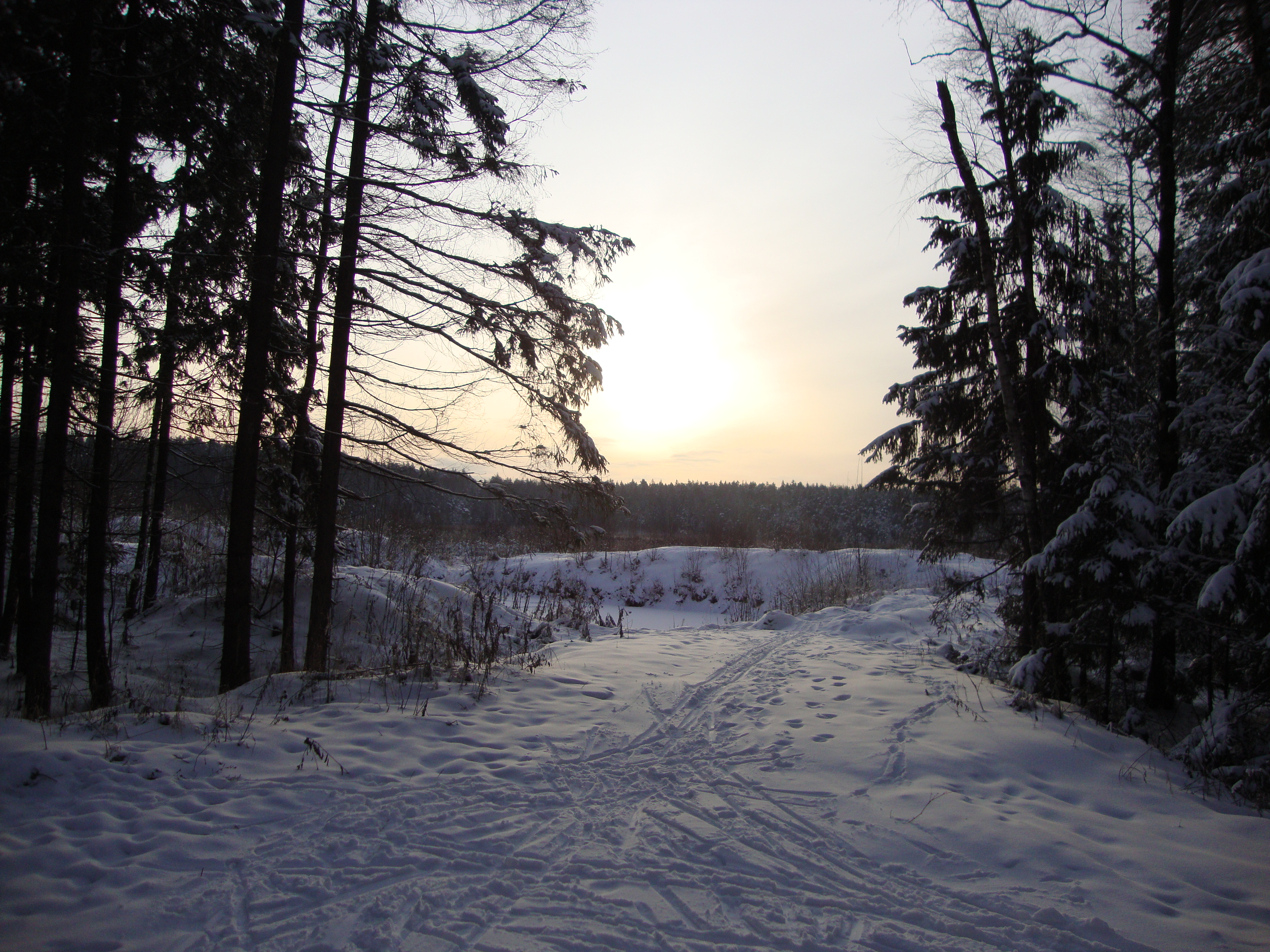
Возле озера "Круглое (Панино)" в зимнее время

В 500 м друг от друга располагаются такие естественные озёра, как Круглое (Панино), Бабошкино, Юшино, Козлово, Марьино, в которых водятся карась, щука, окунь, плотва. Озёра приспособлены для купания. На озере Бабошкино оборудованы специальные пирсы для взрослых и детей. В лесу много лекарственных растений, малины, ежевики, встречается боярышник.
В лесопарке обитают лоси, кабаны, куницы, горностаи, зайцы, белки, ондатры, различные виды уток. Изредка можно встретить глухаря, тетерева, рябчика, зелёного дятла.
Из птиц можно встретить снегирей, буроголовых и черноголовых гаичек, больших пестрых дятлов, больших синиц, пополозней, пищух. Иногда можно увидеть хохлатую синицу, желну, ополовников (длиннохвостых синиц). В миграционных период над лесопарком пролетают серые гуси.
В западной части лесопарка на опушке леса — мемориальное Братское кладбище со скульптурой в честь погибших в Великой Отечественной войне.
Недалеко от усадьбы лесопарка — питомник декоративных кустарников.
В труднодоступных уголках леса ещё сохранились растения, занесённые в Красную книгу. Экзоты — бархат амурский, белая акация, клён полевой, различные виды боярышника и декоративных кустарников.
В зимний период по дорогам прокладывают лыжные трассы. Болота зимой не помеха. Снег и лед дают возможность побродить по тем местам, где летом природа для человека недоступна.

## Проезд
- От Курского вокзала Горьковское направление МЖД до ст. Балашиха;
- от м. Партизанская маршрутное такси и авт. № 337 до конечной остановки
- от м. Новогиреево маршрутное такси № 110 до ост. «Балашиха-3»

## Криминальная обстановка
Осенью—зимой 2010 года в юго-западной части Озёрного лесопарка активно действовала подростковая банда из шести человек (14—16 лет), грабившая и убивавшая шедших со станции Балашиха пассажиров электричек. Городские власти тщательно скрывали от граждан эту информацию, значительно увеличив этим число жертв. При подведении итогов работы УВД г.о. Балашиха за 2010 год отмечалось большое улучшение результатов по всем показателям, что в действительности явилось искажением реальной ситуации. Всего, по мнению следствия, было совершено 27 убийств. Банда сформировалась на территории детского сада «Синичка» (улица Быковского, 8), расположенного рядом с лесопарком.